# 松平宗紀
松平 宗紀（まつだいら むねとし、1940年〈昭和15年〉3月23日 - ）は、越前松平家（旧福井藩主家）第20代当主。複数の法人で、理事や顧問を務める。

## 概要
田安徳川家第10代当主徳川達成の四男。学習院大学理学部物理学科卒業。学位は理学士（学習院大学）。福井市立郷土歴史博物館名誉館長。社団法人茶道裏千家淡交会福井支部名誉顧問。東京福井県人会会長。

## 経歴
1940年（昭和15年）3月23日、田安徳川家第10代当主徳川達成の四男として生まれる。旧姓名は徳川 宗紀（とくがわ むねとし）。1946年（昭和21年）、学習院初等科入学。
1963年（昭和38年）、越前松平家第19代当主松平康昌の未亡人である綾子（徳川宗家第16代当主徳川家達の三女）の養子となり、1945年（昭和20年）に戦死した康愛（康昌の長男）の長女である智子と婚姻、越前松平家第20代当主となる。同年、学習院大学理学部物理学科を卒業し、日本精工に入社。1988年（昭和63年）、日本精工を退職した。
2009年（平成21年）、宮中歌会始において読師を務めた。
徳川宗家当主の徳川恒孝とは学習院の同級生である。宗紀は田安徳川家から松平家へ、恒孝は会津松平家から徳川宗家へ養子に入ったため苗字が入れ違いになっており、「松平が松平に、徳川が徳川に行ったらいいじゃないか」と同級生たちにからかわれたという。

## 系譜
- 父：徳川達成 - 徳川達孝長男、海軍技術大佐
- 母：徳川元子 - 戸田氏秀次女
- 姉：渡邊雅子 - 德川義恭夫人、のち渡邊正廣夫人
- 兄：德川宗英 - 田安徳川家第11代当主
- 兄：徳川宗賢 - 言語学者、国語学者、文学博士
- 兄：徳川宗廣 - 元国土庁官房審議官
- 姉：溝口文子 - 溝口道郎（元駐米一等書記官、元アメリカ公使、元カナダ大使）夫人
- 養母：松平綾子 - 松平康昌夫人、徳川家達三女
- 祖父：徳川達孝 - 徳川慶頼四男、徳川家達弟
- 祖母：徳川知子 - 島津忠義四女
- 妻：松平智子 - 松平康愛・久美子長女
- 長男：松平照康
- 次男：松平承昌
- 長女：松平聡子

## 関連文献
- 『家庭画報特選 きものサロン』'09-'10冬号、世界文化社、2009年。
- 『歴史スペシャル』2010年12月号、世界文化社、2010年。
- 『家庭画報』2011年11月号、世界文化社、2011年。
- 『クリネタ』No.24 2013年冬号、クリネタ、2013年。